# Alfonso Zamora
Alfonso Zamora Quiroz  (ur. 9 lutego 1954 w Meksyku) – meksykański bokser kategorii koguciej. Srebrny medalista letnich igrzysk olimpijskich w Monachium. 

## Kariera zawodowa
W 1973 roku został bokserem zawodowym. 14 marca 1975 został mistrzem świata federacji WBA. 23 kwietnia 1977 roku stoczył pojedynek z mistrzem świata federacji WBC Carlosem Zárate. Obaj bokserzy nie doznali wcześniej porażki. Zamora przegrał w czwartej rundzie przez techniczny nokaut. 19 listopada 1977 roku przegrał pojedynek z Eddie Loganem, który miał 5 zwycięstw i 7 porażek. Bilans jego walk to 33 wygrane (32 przez KO) i 5 porażek. Zajął 47. miejsce wśród 100 największych bokserów pisma Ring Magazine. W 2005 roku znalazł się w galerii sław światowego boksu.